# Galium elbursense
Galium elbursense är en måreväxtart som beskrevs av Joseph Friedrich Nicolaus Bornmüller och Erwin Gauba. Galium elbursense ingår i släktet måror, och familjen måreväxter.
Artens utbredningsområde är Iran. Inga underarter finns listade i Catalogue of Life.